# Květoslava Viestová
Květoslava Viestová, rozená Burešová, (krycí jméno Flóra, od listopadu 1944 Kaviár) (* 6. listopadu 1899, Černovír - † 14. prosince 1987, Bratislava) byla protifašistická bojovnice a spoluzakladatelka odbojové organizace Flora.

## Rodina
- Otec Jan Bureš
- Matka Amálie roz. Müllerová

## Životopis
Jedna z předních organizátorek občanského protifašistického hnutí na Slovensku. Od 1939 pomáhala rasově pronásledovaným a českým vlastencům při přechodu hranic. Spolupracovala s odbojovými skupinami v Čechách i na Slovensku. V letech 1940-1941 spoluzakladatelka a vedoucí osobnost odbojové skupiny Flóra, signatářka memoranda Flóry z 10. února 1943. Organizovala zpravodajskou službu pro potřeby čs. vlády v Londýně. Během SNP působila v Banské Bystrici. Sama byla odsouzena spolu s dalšími příbuznými generála Viesta.
Dne 30. května 1948 se společně se členy své rodiny pokusila ilegálně překročit státní hranici v Petržalce, přičemž skupina byla zadržena. Obžalováni byli za pokus zločinu přípravy úkladů proti republice podle § 65 trestního zákona. Za to byli odsouzeni k trestům odnětí svobody a konfiskaci majetku.

## Ocenění
- 1945 - Řád SNP  I. stupně
- 1947 - Československý válečný kříž 1939
- 1947 - Československá medaile Za zásluhy  I. stupně
- 1992 - Řád T. G. Masaryka  III. stupně, in memoriam